# Havenspoorlijn Straatsburg
De Havenspoorlijn Straatsburg is een Franse spoorlijn in de Haven van Straatsburg. De lijn is 5,0 km lang en heeft als lijnnummer 143 000.

## Treindiensten
De lijn is alleen in gebruik voor goederenvervoer.

## Aansluitingen
In de volgende plaats is er een aansluiting op de volgende spoorlijnen:
Strasbourg-Neudorf
RFN 141 000, spoorlijn tussen Graffenstaden en Strasbourg-Neudorf
RFN 142 000, spoorlijn tussen Strasbourg-Ville en Strasbourg-Port-du-Rhin